# Вестгайм
Вестгайм (нім. Westheim) — громада в Німеччині, розташована в землі Баварія. Підпорядковується адміністративному округу Середня Франконія. Входить до складу району Вайсенбург-Гунценгаузен. Складова частина об'єднання громад Ганенкамм.
Площа — 28,32 км2. Населення становить 1178 ос. (станом на 31 грудня 2020).

## Галерея

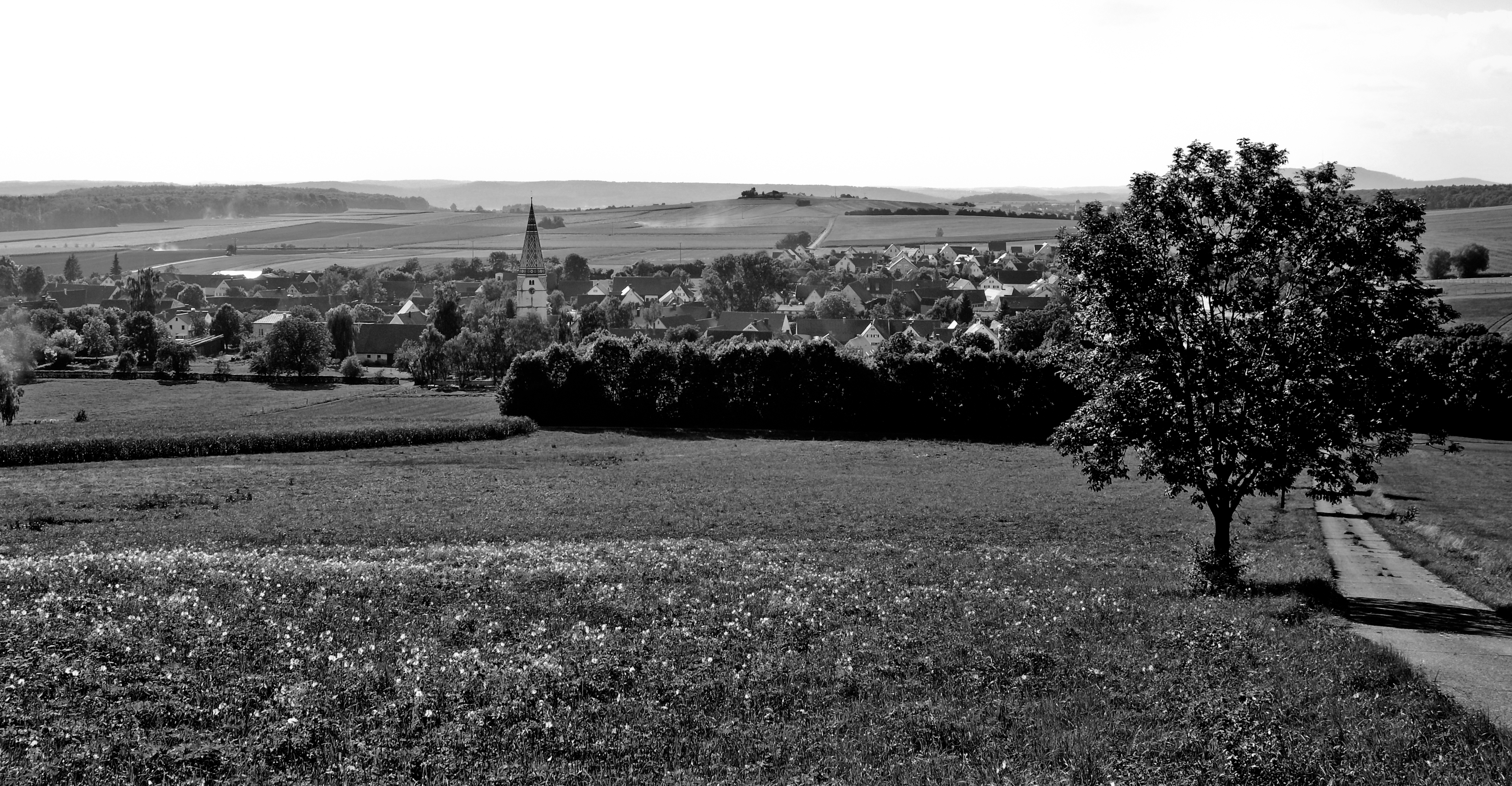